# Rajeckolesnianska dolina
Rajeckolesnianska dolina je údolí v Lúčanské Malé Fatře , nedaleko od obce Rajecká Lesná, přibližně 6 km jižně od Rajce. Protéká jí potok Lesnianka.
Údolí se táhne od obce Rajecká Lesná jihovýchodním směrem v délce asi 6 km až po hřeben Lúčanské Malé Fatry. Má několik odboček (Široká dolina, Vajnár) a pod horou Prípor (1076 m) se dělí na dvě větve. Jižní se táhne na úpatí hory Skalky (1190,7 m n. m.) a severní pod Úplaz (1085 m n. m.) na Sedlo pod Úplazom.
V údolí se nachází lyžařské středisko Žiar a Frívaldský ledový gejzír, který v zimě zamrzá a stává se atrakcí okolí.